# Physaria
Physaria é um género botânico pertencente à família Brassicaceae.